# Coupe du Maroc de football 1977-1978
 (avril 2024).
Si vous disposez d'ouvrages ou d'articles de référence ou si vous connaissez des sites web de qualité traitant du thème abordé ici, merci de compléter l'article en donnant les références utiles à sa vérifiabilité et en les liant à la section « Notes et références ».
Navigation
Édition précédente Édition suivante
La Coupe du Maroc de football 1977-1978 représente la 63e édition de la Coupe du Trône.
Le WAC remporte la coupe au déterminent de la Renaissance de Kénitra sur le score de 3-0 au cours d'une finale jouée dans le Stade Saniat Rmel à Tetouan. Le Wydad Athletic Club remporte ainsi cette compétition pour la seconde fois de son histoire.

## Déroulement

### Huitièmes de finale
| Équipe 1                  | Équipe 2              | Résultat |
| Crédit agricole Rabat     | AS Salé               | 1 - 2    |
| Chabab Mohammédia         | Amal Club de Belksiri | 5 - 2    |
| Union de Mohammédia       | Difaâ d'El Jadida     | 1 - 2    |
| Wydad Athletic Club       | TAS de Casablanca     | 1 - 0    |
| Renaissance de Kénitra    | Renaissance de Settat | 2 - 1    |
| Fath Union Sport de Rabat | Maghreb de Fès        | 0 - 1    |
| Amal Belksiri             | Difaâ d'El Jadida     | 1 - 2    |
| Wydad de Fès              | Raja d'Agadir         | 1 - 0    |

### Quarts de finale
| Équipe 1               | Équipe 2          | Résultat |
| Chabab Mohammédia      | Raja d'Agadir     | 1 - 0    |
| AS Salé                | Difaâ d'El Jadida | 1 - 2    |
| Renaissance de Kénitra | FAR de Rabat      | 3 - 1    |
| Wydad Athletic Club    | Maghreb de Fès    | 2 - 0    |

### Demi-finales
| Équipe 1               | Équipe 2          | Résultat |
| Wydad Athletic Club    | Difaâ d'El Jadida | 2 - 1    |
| Renaissance de Kénitra | Chabab Mohammédia | 1 - 0    |

### Finale
La finale oppose les vainqueurs des demi-finales, le Wydad Athletic Club face à la Renaissance de Kénitra, le 16 juillet 1978 au Stade Saniat Rmel à Tanger.
| Coupe du Trône : Finale 1978 | Wydad Athletic Club | 3 - 0 | Renaissance de Kénitra | Stade Saniat Rmel, Tetouan |                           |
| 16 juillet 1978              |                     |       |                        | Arbitrage : Mohamed Bahou  | Arbitrage : Mohamed Bahou |
| 16 juillet 1978              |                     |       |                        | Arbitrage : Mohamed Bahou  | Arbitrage : Mohamed Bahou |